# Beti Jurković
Elizabeta Jurković (Opatija, 6. listopada 1936.), poznata i kao Betty ili Beti Jurković, hrvatska je pjevačica.

## Životopis
Kći je nizozemske profesorice jezika Dinne Van Loenen Boersma i opatijskoga mikrobiologa Ivana Jurkovića, nećakinja Ivana Matetića Ronjgova. Diplomirala je germanistiku i anglistiku.
Započela je pjevati tijekom studija u Ljubljani (Rdeča žoga, već 1954.), gdje je upoznala dirigenta i skladatelja Bojana Adamiča te postala solistica u Big Bandu Slovenske radio-televizije. Dobitnica je brojnih nagrada na festivalima Slovenske popevke, a na drugom festivalu je osvojila sve tri nagrade publike, što nijednom pjevaču dotad, niti kasnije, nije uspjelo. Na prvim opatijskim festivalima pjeva slovenske pjesme, ali i Kuntarićeve U sjeni palme (1958.) i Autobus Calypso s Ivom Robićem i Markom Novoselom (1959.). 
Od 1960. godine živi u Zagrebu gdje se seli zbog udaje za skladatelja Borisa Ulricha te nastupa na zagrebačkim festivalima. Već 1960. postiže uspjeh s Kuntarićevom Ninom, 1962. pjeva Oglas Alfia Kabilja i Arsena Dedića, a od 1965. nastupa i kao kantautorica (npr. pjesma Ljuljačka). Beti Jurković je snimala i za Polydor i Cetru, pjevala s Louisom Armstrongom te obećavala veliku međunarodnu karijeru, ali se prerano povukla iz javnosti jer se htjela posvetiti kćeri i obitelji. 
Na Jugotonovim su joj pločama veliki uspjesi bili hitovi Kazačok i Jedna gitara bezbroj divnih snova (1969.) s kojima je postigla dotad nezamislivu nakladu – više od stotinu tisuća prodanih ploča. Sedamdesetih godina češće nastupa na MIK-u, uglavnom s vlastitim skladbama na stihove čakavskih tekstopisaca i pjesnika. Najveći uspjeh na MIK-u postiže s vlastitom skladbom Barke faren, 1974. godine, na tekst Drage Gervaisa. 1990-ih godina za obnovljeni MIK sklada dvije zapažene pjesme, Srebrni dah i Nisan šla za ten. Dobitnica je nagrade za životno djelo Grada Opatije 2017. godine.

## Vanjske poveznice
- Nagrada za životno djelo, Novi list, 2017.  Arhivirana inačica izvorne stranice od 17. ožujka 2020. (Wayback Machine)
- Nagrada za životno djelo - prilog Trend TV-a - 23. 7. 2017.
- Intervju za Novi list, 2017.
- CD Zlatna kolekcija, Croatia Records, 2014.
- CD Kronologija (20 Izvornih Snimaka), Croatia Records, 2002.
- Članak - Časopis Vijenac, 2004.  Arhivirana inačica izvorne stranice od 29. svibnja 2008. (Wayback Machine)